# Nobleza baturra
Nobleza baturra es una película española dirigida por Florián Rey en 1935, basada en la obra homónima del dramaturgo Joaquín Dicenta.

Fue uno de los mayores éxitos comerciales del cine de la II República. La clave de su popularidad se contiene en la combinación de drama y comedia (encarnada esta última en el personaje de Perico, interpretado por Miguel Ligero) todo ello aderezado con una clásica representación del folclore aragonés con clásicas jotas, interpretadas por la máxima estrella del momento, Imperio Argentina, a la sazón esposa del director.
Partiendo de la obra teatral, la versión de Rey fue la segunda de las tres versiones para cine que se hicieron, siendo la tercera, la de Juan de Orduña (1965), protagonizada por Vicente Parra. Existe una primera versión de 1925, dirigida por Juan Vila Vilamala.

## Argumento
Ambientada en el Aragón de principios del siglo xx, narra la historia de María del Pilar (Imperio Argentina), una muchacha honesta, cuyo buen nombre se ve mancillado cuando un antiguo pretendiente rechazado, por despecho, la acusa de haber mantenido relaciones sexuales fuera del matrimonio. La calumnia pronto se extiende por toda la comarca.